# Vlindernet

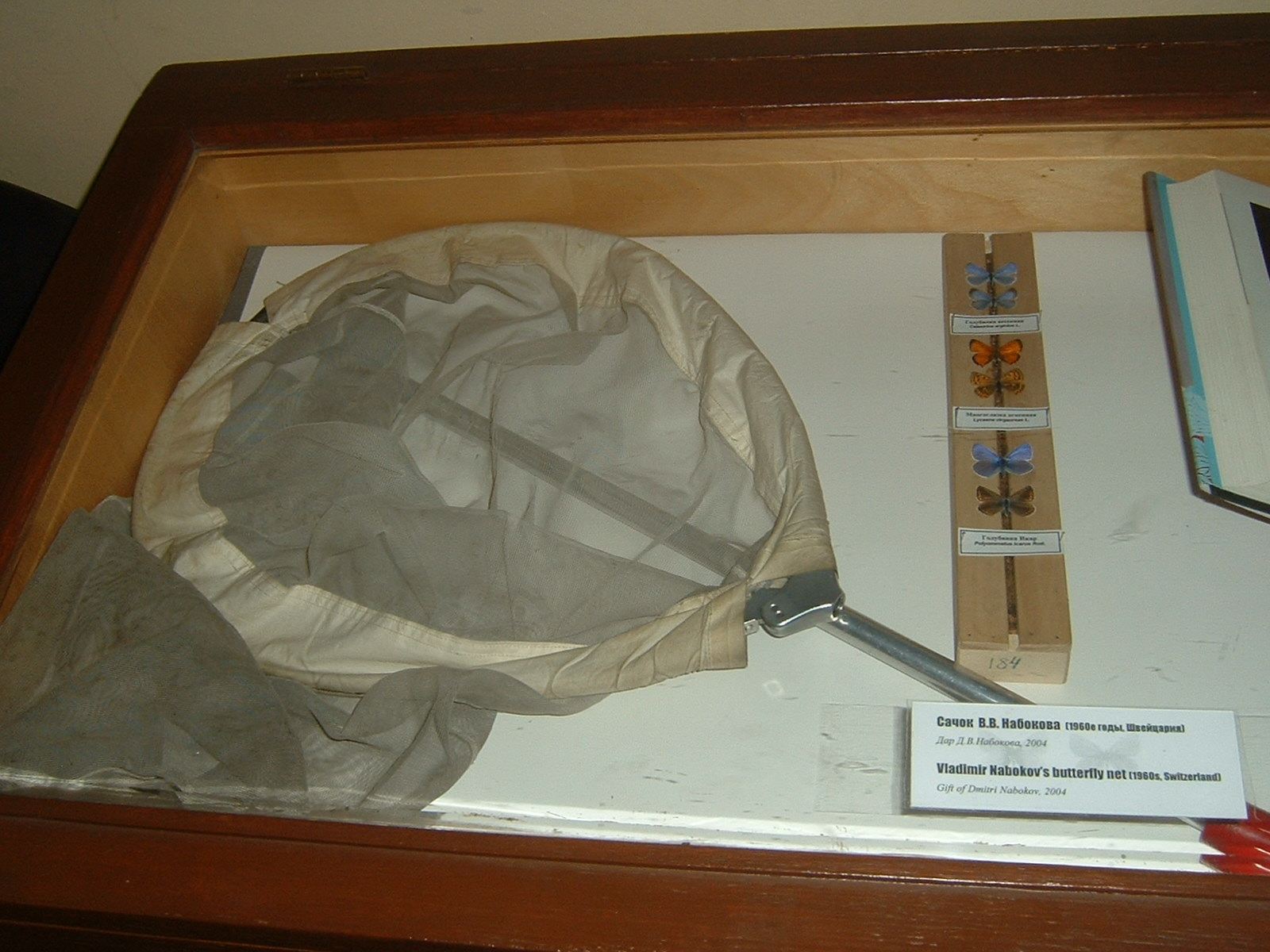
Vlindernet van Vladimir Nabokov.

Een vlindernet is een net dat geschikt is voor het vangen van vlinders zonder deze te beschadigen. Een vlindernet is daartoe licht, niet stug en vaak erg ruim wat betreft inhoud. Vlinders hebben erg tere vleugels die snel beschadigd raken waardoor ze onbruikbaar worden voor opname in een vlindercollectie. Een vlindernet wordt ook wel gebruikt om andere delicate insecten te vangen zoals vlinderhaften of libellen.

Afbeeldingen
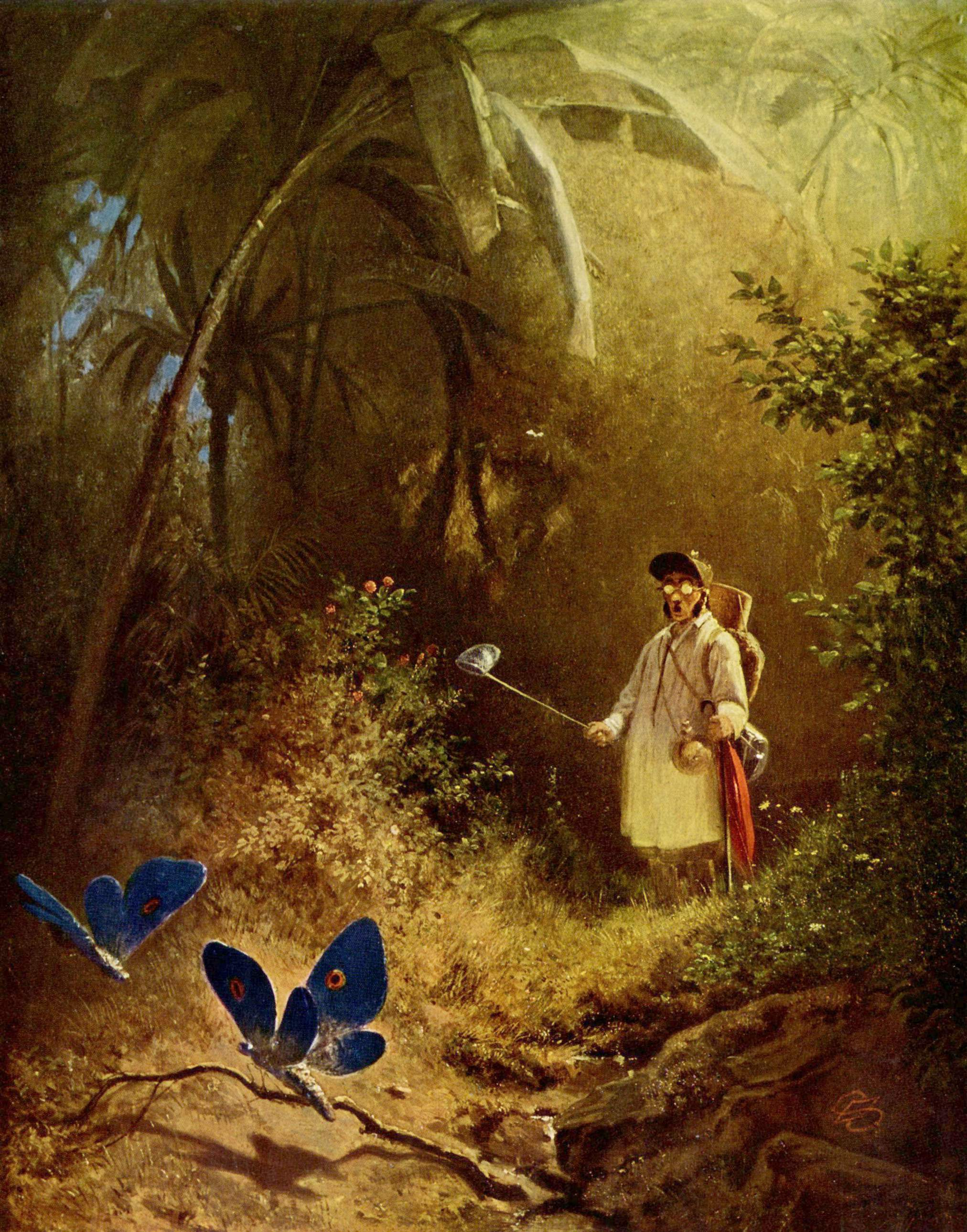
Carl Spitzwegs "Der Schmetterlingfänger"
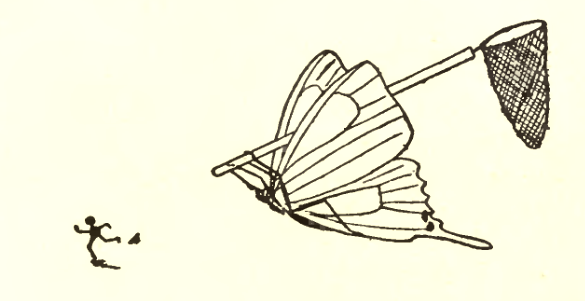
Cartoon van een 'vlinderjacht'
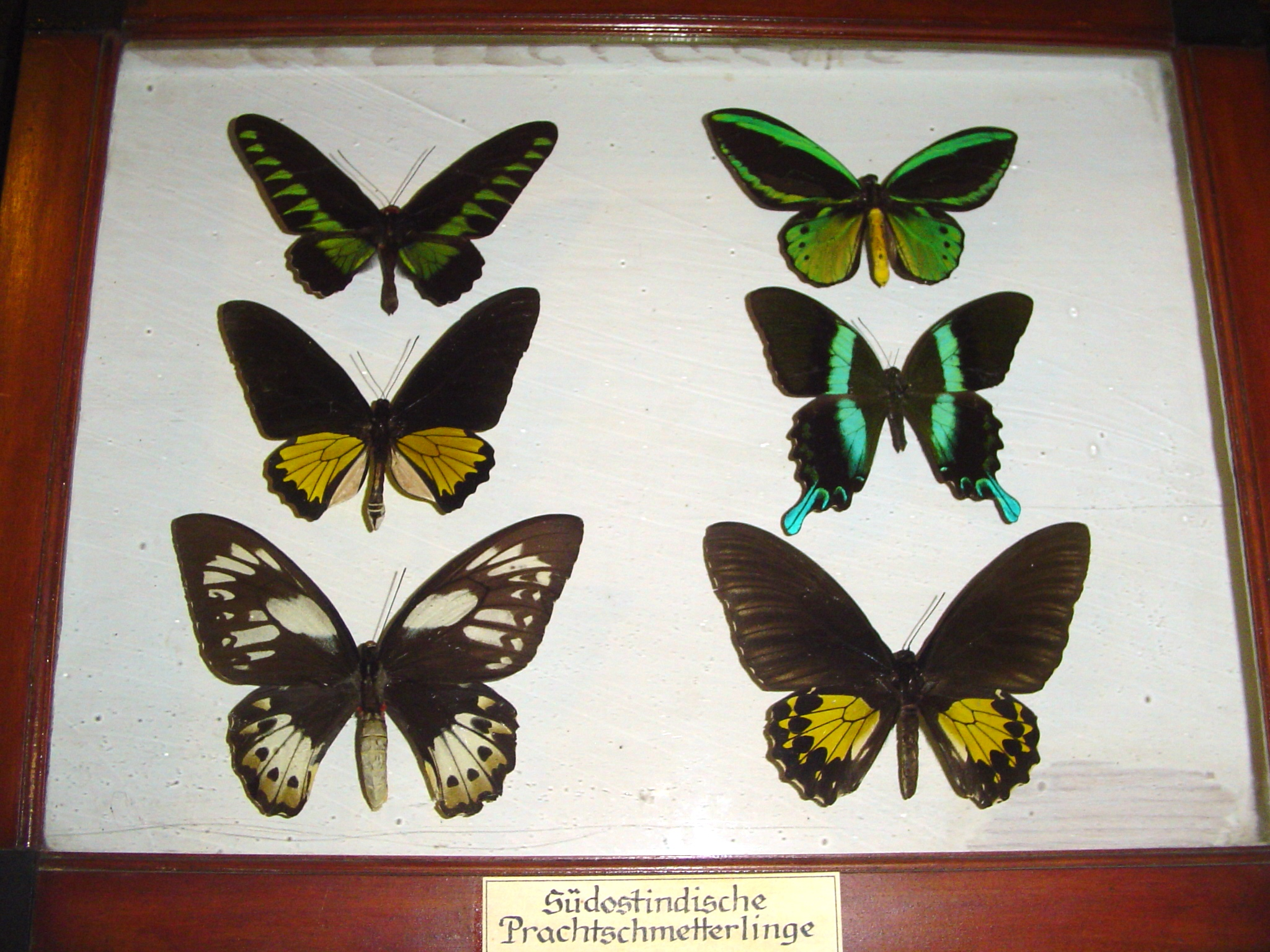
Vlinderverzameling